# Standardy pro pedagogické a psychologické testování
Standardy pro pedagogické a psychologické testování jsou souborem norem společně vyvíjených třemi americkými národními agenturami (AERA, APA a NCME). V České republice existují od roku 2001 v překladu verze z roku 1999. Na rozdíl od USA však v Česku nejsou jakkoliv právně ani eticky závazné pro psychology ani pedagogy – v Česku neexistují až na výjimky žádné obecně vymahatelné standardy pro psychologické či pedagogické testování.

## Hlavní témata poslední revize
Nejnovější verze standardů byla publikována v červenci 2014 a při jejím vývoji byla věnována pozornost zejména těmto pěti oblastem:
1. Témata spojená s testování ve vzdělávací a veřejné politice.
2. Rozšíření konceptu férovosti a přístupnosti testu.
3. Srozumitelnější prezentace role testu na pracovišti.
4. Zvážení role nových technologií při testování vzhledem k jejich rostoucí důležitosti.
5. Vylepšení struktury knihy, aby byl její obsah přístupnější a srozumitelnější.

## Obsah a struktura knihy (verze z roku 2014)

### Část I: Konstrukce testu, jeho zhodnocení a dokumentace
1. Validita
2. Reliabilita a chyba měření
3. Vývoj testu a jeho revize
4. Škálování, normy a srovnatelnost skórů
5. Administrace, skórování a reportování výsledků
6. Technická dokumentace testu

### Část II: Férovost při testování
1. Otázka férovosti při testování a použití testu
2. Práva a povinnosti testovaných osob
3. Testování osob s rozdílným jazykovým zázemím
4. Testování znevýhodněných osob

### Část III: Použití testu
1. Zodpovědnost administrátora testu
2. Psychologické testování a psychologická diagnostika
3. Testování ve vzdělávání
4. Testování v zaměstnání
5. Testování při tvorbě vzdělávací a veřejné politiky